# 40774 Iwaigame
40774 Iwaigame è un asteroide della fascia principale. Scoperto nel 1999, presenta un'orbita caratterizzata da un semiasse maggiore pari a 2,5966076 UA e da un'eccentricità di 0,2533532, inclinata di 4,55274° rispetto all'eclittica.